# 18e division SS Horst Wessel
Pour les articles homonymes, voir 18e division.
La 18e division SS « Horst Wessel » ou la division « Horst Wessel » (appellation allemande complète : la 18. SS-Freiwilligen-Panzergrenadier-Division „Horst Wessel“ ; traduction littérale : la « 18e division SS d'infanterie mécanisée de volontaires Horst Wessel ») est l'une des 38 divisions de la Waffen-SS durant la Seconde Guerre mondiale.
L’unité a pris le nom de Horst Wessel, membre de la SA de Berlin assassiné en 1930 et reconnu comme étant un martyr de la cause nazie dans sa lutte contre les communistes. Son nom est aussi attaché à l'hymne du parti nazi (le Horst-Wessel-Lied), qui est devenu une sorte de second hymne national pendant toute la période du Troisième Reich.
La division est formée en janvier 1944 en utilisant la structure déjà existante de la 1. SS-Infanterie-Brigade (en) (environ six mille hommes) et en y adjoignant des Volksdeutsche de Hongrie. Le 1. Battalion d'environ mille hommes est intégré à la division SS « Horst Wessel » et envoyé en Galicie.
La quasi-totalité de la division SS est d'abord utilisée pour des opérations en territoire occupé puis elle est envoyée sur le front de l'Est, à l'exception d'un régiment chargé de mater le soulèvement national slovaque d'août 1944.
La division se rassemble ensuite pour des combats en Hongrie puis en Tchécoslovaquie où elle est finalement détruite.

## Création et dénominations
- 25 janvier 1944 : création à Zagreb et Celje (en allemand Agram et Cilli) de la 18. SS-Freiwilligen-Panzergrenadier-Division „Horst Wessel“ à partir de la 1. SS-Infanterie-Brigade (mot.). La division porte durant quelques jours, au tout début, le nom écourté de 18. SS-Panzergrenadier-Division[1].

## Emblème et composition
Emblème de la SA en hommage à Horst Wessel, membre de la SA de Berlin, mort assassiné dans son appartement, et épée inclinée. Un petit nombre de SA rejoindront effectivement la division.
La division était composée essentiellement de Volksdeutsche de Hongrie et d'anciens membres de la SA.

## Théâtres d'opérations
- Octobre 1944 : sous les ordres du SS-Standartenführer Wilhelm Trabandt (en) la 18. SS-Freiwilligen-Panzergrenadier-Division « Horst Wessel » est en Hongrie où elle achève son organisation en lien avec le Heeresgruppe Südost.
- Janvier 1945 : la division est transférée en Slovaquie puis combat en Silésie.
- Mai 1945 : les survivants sont capturés en Silésie par l'Armée rouge.

La division a également combattu en Ukraine et en Galicie. Le 1er bataillon de la Sturmbrigade SS Frankreich combat avec la Horst Wessel comme IVe bataillon dans le SS Rgt. 40 commandé par le Sturmbannführer Schaeffer sur le front de l’est en août 1944 en Galicie.

## Commandants
- SS-Brigadeführer Wilhelm Trabandt (en) : du 25 janvier 1944 au 3 janvier 1945
- SS-Gruppenführer Josef Fitzthum : du 3 au 10 janvier 1945
- SS-Standartenführer Georg Bochmann : du 10 janvier à mars 1945
- SS-Standartenführer Heinrich Petersen : de mars au 8 mai 1945

## Ordre de bataille
En octobre 1944 :
- SS-Panzergrenadier Régiment 39
- SS-Panzergrenadier Régiment 40
- SS-Panzer-Aufklarungs Abteilung 18
- SS-Panzer Abteilung 18
- SS-Panzerjäger Abteilung 18 (chasseur de chars)
- SS-Pionier Abteilung 18
- SS-Artillerie Régiment 18
- SS-Flak Abteilung 18